# Фіннмарк
Фіннмарк (норв. Finnmark, півн.-саам. Finnmárkku, фін. Ruija) — один із норвезьких фюльке (районів). Розташований у найпівнічнішій частині регіону Нур-Норге (Північна Норвегія). Адміністративний центр — місто Вадсе. Межує з фюльке Трумс на заході, з Фінляндією на півдні та з Мурманською областю Росії на сході.
Фіннмарк повністю розташований за Північним полярним колом, омивається водами Баренцевого моря. Берегова лінія порізана фіордами, серед яких вирізняється Варязька затока. Площа регіону — 48.618 км² (більше Данії). Близько 36 % Фіннмарка зайняте плоскогір'ям Фіннмаркен (Finnmarksvidda).
2017 року уряд вирішив скасувати деякі фюльке та об'єднати їх з іншими, щоб утворити більші, зменшивши їхню кількість з 19 до 11, що було реалізовано 1 січня 2020 року. Отже, фюльке Фіннмарк було включено до складу нового — Трумс-ог-Фіннмарк.
Проте з 1 січня 2024 року після рішення Стортингу від 14 червня 2022 року стало 15 фюльке. Зокрема, три з нещодавно об'єднаних — Вестфолл-ог-Телемарк, Вікен і Трумс-ог-Фіннмарк — розпалися та замінені своїми раніше об'єднаними, тож фюльке Фіннмарк відновлено.

## Адміністративно-територіальний поділ
Фіннмарк поділяється на 19 комун:
| Комуни Фіннмарку | Комуни Фіннмарку |
| --- | ---------------- |
| Номер |                  |
| 1. Алта (Alta) 2. Берлевоґ (Berlevåg) 3. Ботсф'юр (Båtsfjord) 4. Ґамвік (Gamvik) 5. Гаммерфест (Hammerfest) 6. Гасвік (Hasvik) 7. Карасйок (Карашок) (Kárášjohka — Karasjok) 8. Каутокейно (Guovdageaidnu — Kautokeino) 9. Квалсунн (Kvalsund) 10. Лебесбю (Lebesby) 11. Лоппа (Loppa) 12. Мосей (Måsøy) 13. Нессебю (Unjárga — Nesseby) 14. Нордкапп (Nordkapp) 15. Порсангер (Porsanger) 16. Сер-Варанґер (Sør-Varanger) 17. Тана (Deatnu — Tana) 18. Вадсе (Vadsø) 19. Варде (Vardø) |                  |

## Історія
Територія Фіннмарка здавна була місцем проживання племен саамів. Новгородсько-норвезький договір 1326 року трохи розмежував оподаткування цих земель між Новгородською республікою і Норвегією. На початку XVIII століття регіон став повністю норвезьким.
Після початку колонізації регіону, в якому проживали саамі, суміжними європейськими державами — Данією, Норвегією, Швецією та Росією — цей народ сильно постраждав від надмірного оподаткування, а на території Норвегії — від насильницької асиміляційної політики норвезької влади. Ситуація з дотриманням прав людини помітно покращилась тільки в 1990-х роках, коли мова і культура саамі нарешті отримали визнання.

## Клімат
Клімат Фіннмарка субарктичний, загалом суворий, але значною мірою пом'якшений впливом теплої течії Гольфстрим.

## Населення
Густота населення в регіоні — найнижча в Норвегії — всього 2,0 чол/км2. Населення — всього 73 тис. жителів (1,6 % населення Норвегії). Для порівняння, — в Мурманській області проживає 865 тис. жителів. Основне населення — норвежці (близько 70 %) — нащадки переселенців XIV—XIX століть, однак значну частку в населенні регіону (близько 24 %) складають саамі, мова яких визнана офіційною в ряді регіонів їх компактного проживання. В регіоні також проживають фіни — нащадки іммігрантів початку XX століття і значна кількість росіян, в значних кількостях прибулих в регіон (особливо в прикордонне місто Кіркенес) в 90-і роки XX століття в основному для економічної співпраці.
Державною є норвезька мова, офіційною — також і саамська мова.

## Економіка і перспективи
Економіка регіону в основному базується на діяльностях так чи інакше зв'язаних з морем і видобутком корисних копалин. Намічалося розширення співпраці у сфері економіки з РФ, планують із прикордонними регіонами Фінляндії (так звана, особлива економічна зона «Баренц-регіон»).